# Szung su
A Szung su (Song shu) (szó szerint: „A Szung (Song)(-dinasztia) könyve”) a Huszonnégy történeti mű elnevezés alatt összegyűjtött hivatalos kínai dinasztikus történeti művek sorában a hatodik. Kína történelmét a (Liu) Szung (Song)-dinasztia ideje alatt, 420-tól 479-ig tárgyalja. Nem keverendő össze a későbbi, a 960-tól 1279-ig létezett Szung (Song)-dinasztia hivatalos történeti művével, a Szung si (Song shi)vel 《宋史》. Szerzője a Déli Szung (Song)-dinasztia kiemelkedő költője, történésze, államférfia, Sen Jüe (Shen Yue) 沈約 (441–513).
A 100 fejezetes műből néhány fejezet a 10. századra elveszett. Ezeket a későbbi szerkesztők A Déli dinasztiák története (Nan si (Nan shi) 《南史》) című hivatalos történeti mű alapján rekonstruáltak, pótoltak.